# 汉纳根
汉纳根，全名君士坦丁·馮·汉纳根（德語：Constantin von Hanneken，1854年1月12日—1925年3月12日），德国贵族，德國陸軍上尉，1879年退役，后由中国驻柏林公使李凤苞聘请来华，充任淮军教练。天津武备学堂成立后，又出任学堂的教官。

## 來華顧問
1879年移居中國，1895年汉纳根與天津海关税务司德璀琳（Gustav von Detring）長女艾爾莎 (Elsa) 結婚，德璀琳与李鸿章的关系密切，李鸿章正在筹办北洋海军，招汉纳根进入其幕府，担任军事顾问。参与设计和建造旅顺口、大连湾、威海卫炮台，1891年回国。

## 北洋水師
1894年6月，汉纳根因私事再次来华，恰逢中日危机，汉纳根主动向李鸿章提出去朝鲜察看形势。7月23日，登上了运送清军的英国商船高升号（Kowshing），25日“高升”号在丰岛附近海面被日军舰击沉，汉纳根泅水得免于难。随后被李鸿章正式招入北洋水师充总教习兼副提督，授花翎总兵衔。入9月17日，黄海海战爆发，汉纳根与北洋水师提督丁汝昌在旗舰“定远”指挥作战。事后获得朝廷頒發第二等第一品御賜雙龍寶星，双眼花翎提督衔。

## 條陳建新軍
甲午海战后，汉纳根曾向清廷条陈节略，建议清政府向德国、英国购买快船，聘请外国军官和水手同船来华，新旧合成一大军，另派一洋员为全军水师提督。同时建议加练陆军10万人以及向外国购买枪械等。清政府责成当时主持东征粮台的广西按察使兼长芦盐运使的胡燏棻与汉纳根“悉心筹划”，并首先开始训练新式陆军。后胡燏棻调离，袁世凯接手，汉纳根离开北洋军界，创办《直报》。

## 礦業經營及逝世
1903年利用德华银行贷款，投资经营井陉矿务公司，并亲自担任总办。1917年中德断交，煤矿被收归国有。1918年底被中国政府遣送回国。1921年再度来华，设法索回煤矿资产。经大总统黎元洪的关系，曾一度重新获得四分之一股份，1923年黎元洪再度下台，煤矿股权被正为曹锟贿选筹款的直隶省长王承斌没收。
光绪二十九年（1903）六月，汉纳根和世昌洋行委托陕西大荔县人于彦彪到延长县商谈开采石油的相关事宜，与延长县绅董郑明德等私订合同，合伙开采延长石油。但是消息泄露后，被清朝政府加以阻止。年底，陕西当局筹集白银一万两作为开办资金，在延长县设立了延长石油局。这是中国第一家石油企业。
1925年在天津病逝，按照其遗嘱，遗体被运送回德国安葬。

## 著作
他於1879-1886年在華期間與家人的百餘封往來信函編輯成《Briefe aus China 1879-1886》出版。該書中包含兩份報告，分析了北洋水師失敗的原因，與給李鴻章的兩份報告只描述黃海海戰不同。

## 傳記
劉晉秋、劉悅的《李鴻章的軍事顧問︰漢納根傳》以他對中國海防的貢獻為主。Yi Wang的博士論文《Constantin von Hanneken in China 1879-1925》以漢納根的在華事蹟為主題。